# Brzezinka
Brzezinka (tyska: Birkenau) är en by i Lillpolens vojvodskap i södra Polen. Brzezinka, som är beläget tre kilometer väster om Oświęcim, har omkring 2 100 invånare.
Mellan åren 1772 och 1919 tillhörde byn Österrike-Ungern, där byn ingick i kronlandet Galizien. Efter första världskriget tillföll orten Polen.
I oktober 1941 uppförde nazisterna förintelselägret Auschwitz-Birkenau i Brzezinka.